# Pawlowo (Kaliningrad, Osjorsk)
Pawlowo (russisch Павлово, deutsch Sonnenberg) ist ein kleiner Ort in der russischen Oblast Kaliningrad. Er gehört zur kommunalen Selbstverwaltungseinheit Munizipalkreis Osjorsk im Rajon Osjorsk.

## Geographische Lage
Pawlowo liegt am rechten Ufer der Ilme (russisch: Borodinka), 19 Kilometer westlich der Rajonstadt Osjorsk (Darkehmen/Angerapp) an einem Fahrweg, der Belabino (Szidlack/Schiedelau) mit Abelino (Adamsheide) verbindet. Ein Bahnanschluss besteht nicht.

## Geschichte
Im Gutsdorf Sonnenberg wurden im Jahre 1863 103 Einwohner gezählt. Am 6. Mai 1874 wurde der Gutsbezirk Sonnenberg dem neu eingerichteten Amtsbezirk Adamsheide (heute russisch: Abelino) im Kreis Darkehmen zugeordnet. Im Jahre 1907 zählte Sonnenberg 132 Einwohner. Am 30. September 1928 schlossen sich die Gutsbezirke Sonnenberg,  Adamsheide, Friedrichsfelde, Ksp. Karpowen (russisch nach 1945: Chmeljowo, nicht mehr existent) und Louisianna (1938–1945 Luisenpark, russisch nach 1945: Maloje Belabino, nicht mehr existent) und die Landgemeinde Babbeln (nicht mehr existent) zur neuen Landgemeinde Adamsheide zusammen.
Infolge des Zweiten Weltkrieges kam Sonnenberg wie das gesamte nördliche Ostpreußen zur Sowjetunion. Im Jahr 1950 erhielt der Ort den russischen Namen „Pawlowo“ und wurde gleichzeitig dem Dorfsowjet Nekrassowski selski Sowet im Rajon Osjorsk zugeordnet. Von 2008 bis 2014 gehörte Pawlowo zur Landgemeinde Nowostrojewskoje selskoje posselenije, von 2015 bis 2020 zum Stadtkreis Osjorsk und seither zum Munizipalkreis Osjorsk.

## Kirche
Die überwiegende Mehrheit der Einwohner von Sonnenberg war vor 1945 evangelischer Konfession. Das Gutsdorf gehörte zum Kirchspiel Karpowen (1938–1946 Karpauen, seit 1946: Nekrassowo) im Kirchenkreis Darkehmen (1938–1946 Angerapp, seit 1946: Osjorsk) in der Kirchenprovinz Ostpreußen der Kirche der Altpreußischen Union. 
Während der Zeit der Sowjetunion brach alles kirchliche Leben aufgrund staatlichen Verbotes ein. Erst in den 1990er Jahren bildeten sich in der Oblast Kaliningrad wieder evangelische Gemeinden. Pawlowo liegt im Einzugsbereich der Gemeinde in der Stadt Tschernjachowsk (Insterburg), die zur neugegründeten Propstei Kaliningrad in der Evangelisch-Lutherischen Kirche Europäisches Russland (ELKER) gehört.

## Schule
In Sonnenberg gab es vor 1945 eine eigene Volksschule, in der die Kinder in zwei Klassen unterrichtet wurden.